# Ritxanski
Ritxanski (en rus: Рыча́нский) és un poble (un possiólok) de l'óblast d'Astracan, a Rússia, segons el cens del 2014 tenia 287 habitants.